# Boy Meets Girl (film 1938)
Boy Meets Girl è un film del 1938 diretto da Lloyd Bacon.
È una commedia statunitense con James Cagney, Pat O'Brien, Ralph Bellamy e Marie Wilson. È basato sulla commedia teatrale del 1935  Boy Meets Girl di Bella e Sam Spewack.

## Produzione
Il film, diretto da Lloyd Bacon su una sceneggiatura e un soggetto di Bella Spewack e Sam Spewack (autori della commedia teatrale), fu prodotto da Samuel Bischoff, come produttore associato, per la Warner Bros. e girato nei Warner Brothers Burbank Studios a Burbank, California, da marzo ad aprile del 1938.

## Distribuzione
Il film fu distribuito negli Stati Uniti dal 27 agosto 1938 al cinema dalla Warner Bros.
Altre distribuzioni:
- in Finlandia il 5 febbraio 1939 (Onnettomia sankareita)
- in Danimarca il 20 marzo 1939 (To gutter med krudt i)
- in Germania Ovest il 25 giugno 1979 (Der kleine Star, in TV)
- in Brasile (Comprando Barulho)
- in Francia (Le vantard)
- in Grecia (O tyheros)
- in Portogallo (Será Ela?)

## Critica
Secondo Leonard Maltin il film è una "commedia che satireggia il mondo dello showbusiness" caratterizzato da dialoghi taglienti.